# 日本映画演劇労働組合
日本映画演劇労働組合（にほんえいがえんげきろうどうくみあい）は、かつて存在した日本の映画・演劇の産業別労働組合である。東宝争議を指導したことで知られる。略称日映演（にちえいえん）。

## 略歴・概要
第二次世界大戦が集結した1945年（昭和20年）12月に東宝従業員組合（東宝従組）が結成され、翌1946年（昭和21年）2月、東京・砧の東宝撮影所（現在の東宝スタジオ）を舞台に東宝争議が起きる。背景には、東宝は戦前から人材不足で仕事にあぶれていた学生運動家・労働運動家・社会主義者らを沢山雇入れており、これが戦後の日本共産党解禁で吹き上がったことにある。1946年3月の賃上げ争議では、東宝従業員組合は日本共産党の指導で勝利した。
同年4月3日、産業別組織である全日本映画従業員組合同盟が結成され、他の映画会社の労働組合らが同争議を支援、同年4月28日に結成されたのが、同じく日本共産党に指導されていた日本映画演劇労働組合（日映演）である。
同組合は、全日本映画従業員組合同盟と東宝従組ほか映画の労働組合、劇団の 95分会、12,662名を結集した産別単組であった。日活労組は不参加、地方小劇場も参加していない。委員長には映画プロデューサーの伊藤武郎が就任した。
同組合東宝支部から脱退した従業員が第二組合を結成して分裂、1947年（昭和22年）5月1日、1,500名が全国映画演劇労働組合（全映演）を結成、全員が東宝第二撮影所に設立された新東宝（現在の国際放映）に入社する。
1948年（昭和23年）4月8日、東宝が撮影所従業員270名を解雇、同15日のボイコットをきっかけに第3次争議が起こり、日映演はこれを指導する。同年10月18日、解雇撤回により争議は終結するが、1950年（昭和25年）、200人が改めて解雇される。
同組合が日本映画人同盟と共同で製作をした映画に、小沢栄太郎出演、山本薩夫監督の『暴力の街』（1950年2月26日公開、大映配給）がある。
1952年（昭和27年）2月28日、第9回組合大会で解散を決定、翌日の同年3月1日、将来の大統一「映演総連合」の結成を目指して、日本映画演劇労働組合連合（略称映演労連）を結成、大映の村山三男が同労連の議長に就任した。同月25日、これを引き継ぎ、映画演劇労働組合総連合（映演総連、現在の映画演劇労働組合連合会）が結成となった。新東宝の労組（現在の国際放映労組）はこれに加盟している。

## 著名な組合員
東宝支部
| - 伊藤武郎 - 宮島義勇 - 五所平之助 - 今井正 - 山本薩夫 - 楠田清 - 亀井文夫 - 小田基義 | - 岩崎昶 - 山形雄策 - 八木保太郎 - 嵯峨善兵 - 久我美子 - 若山セツ子 - 岸旗江 - 伊豆肇 | - 中北千枝子 - 花沢徳衛 - 沼崎勲 - 向山宏 - 山田五十鈴 1950年5月26日加入声明発表 - 原ひさ子 |

松竹支部
- 神田隆[10]
- 殿山泰司[10]
- 家城巳代治[10]

大映支部
- 加藤泰

## 加盟労働組合
- 東宝支部
- 松竹支部
- 大映支部
- 日本ニュース支部

を含む95分会

## 註
1. 1 2 3 4 5 6 7 8 9 10 11  日映演、大原デジタルライブラリー、法政大学大原社会問題研究所、2009年12月23日閲覧。
2. 1 2  社長たちの映画史　映画に賭けた経営者の攻防と興亡p43,中川右介 ,2023
3. 1 2 3 4  日本映画演劇労働組合、法政大学大原社会問題研究所、2009年12月23日閲覧。
4. ↑  「暴力の街」
5. ↑  法政大学大原社研　日本映画演劇労働組合〔日本労働年鑑　第24集　582〕
6. ↑  日本映画演劇労働組合連合、法政大学大原社会問題研究所、2009年12月23日閲覧。
7. ↑  映演総連、大原デジタルライブラリー、法政大学大原社会問題研究所、2009年12月23日閲覧。
8. ↑  法政大学大原社研　東宝争議〔日本労働年鑑 第24集 292〕
9. ↑  日俳連News114号 哀悼・原ひさ子さん日本俳優連合の公式サイト Archived 2012年12月25日, at the Wayback Machine.
10. 1 2 3  ─松竹大船撮影所秘話─ 公職追放─レッドパージ 名前変えてスタッフに 文責・森田 郷平＝美術監督）2002年10月16日　神奈川新聞